# Sebastian Münster
Pour les articles homonymes, voir Munster.
Sebastian Münster ou Sébastien Munster  (né en 1488 à Ingelheim, mort en 1552 à Bâle) est un savant humaniste, chroniqueur et cartographe originaire du sud de l'Allemagne. Il fut l'auteur de la Cosmographia Universalis.
Münster était un érudit polyvalent : cartographe, historien, astronome, mathématicien et professeur d'hébreu.

## Biographie
Né à Ingelheim sur le Rhin le 20 janvier 1488 . Il étudie l'art et la théologie à Heidelberg, de 1503 à 1508, et à Tübingen.
En 1512, il reçut l’ordination à la suite de son entrée dans l’ordre des Franciscains. Après sa rencontre avec Luther, il se convertit à la Réforme. De 1524 à 1527, il est professeur à Heidelberg.
En 1528, il part enseigner la théologie et l'hébreu à l'université de Bâle. Il a travaillé à de nombreux ouvrages, dont son plus important, et qui constitue son chef-d'œuvre la Cosmographia Universalis est imprimée à Bâle pour la première fois en 1544, et qui est également appelé Beschreibung aller Länder en allemand. En 1550, paraît une édition révisée et élargie, qui mènera à de nombreuses autres.
Il meurt de la peste à Bâle le 26 mai 1552 .

## Ses Œuvres

### Cosmographia Universalis
La Cosmographia Universalis, une des premières descriptions du monde en langue allemande. Plusieurs éditions furent imprimées, dont des versions en latin, en français (en 1552 – édition de Bâle, 1 vol.  – et en 1575 – édition de Paris, 2 tomes ), en italien, en anglais et même en tchèque. La dernière parution en langue allemande date de 1628, plus de 70 ans après sa mort.
La Cosmographia Universalis de Münster fut l'un des ouvrages les plus lus du XVIe siècle et on peut vraisemblablement lui attribuer la seconde place en termes de popularité après la Bible. Ce succès fut en partie dû aux excellentes gravures sur bois, dont certaines de Hans Holbein le Jeune, Urs Graf, Hans Rudolph Manuel Deutsch ou encore David Kandel. Au total plus de 120 collaborateurs ont participé à cette œuvre. L'ouvrage était à l'époque une référence en géographie et en histoire. On y retrouve de nombreuses illustrations des modes de vie de l'époque, de même que des vues des villes en doubles pages et de nombreuses cartes. Ces cartes couvraient de "nouvelles îles derrière l'Espagne jusqu'à l'Orient vers le pays des Indes" (l'Amérique et le continent asiatique).

### Ses autres œuvres
Il travailla à la rédaction de la Grammatica Chaldaica (Basel, 1527) , de même qu'au Dictionarium Chaldaicum (1527), et au Dictionarium Trilingue (1530) en latin, grec et hébreu . Mentionnons également sa Germaniae Descriptio en 1530, son Novus Orbis de 1532 , sa Mappa Europae de 1536, le Rhaelia de 1538, ses éditions de Solinus, Mela et Ptolémée en 1538-40. Il œuvra également à un traité d'Horologiographia, en 1531, et sur Organum Uranicum en 1536 qui traite des mouvements des planètes. Il s'occupa également de la version en hébreu de la Bible (2 vol., folio, Basel, 1534-35), de même que de sa traduction en latin. Il traduit aussi en latin et publie des œuvres du linguiste hébraïque Elia Levita . En 1540, il traduit en latin, l'édition du Geographia de Ptolémée. Il réalisa finalement sur le Rudimenta Mathematica en 1551, avant de produire son œuvre principale de la Cosmographia Universalis. 
Il aurait réalisé environ 142 cartes différentes de régions du monde.
- Index des publications géographiques de Sebastian Munster"

### LeGeographiadePtolémée
En 1540, il travailla à la publication d'une édition en latin du Geographia de Ptolémée qui comportait une quarantaine de cartes. Cette édition aura une influence importante sur la géographie de son époque. Il portait un défi à ses contemporains en disant "Voici ce qui je connais, connaissez-vous mieux?". En 1550, une nouvelle édition comportait des informations sur les villes, des personnages et les costumes. Ces parutions furent imprimées à Basle (Basel) chez Heinrich Petri, son beau-frère par alliance.

## Galerie

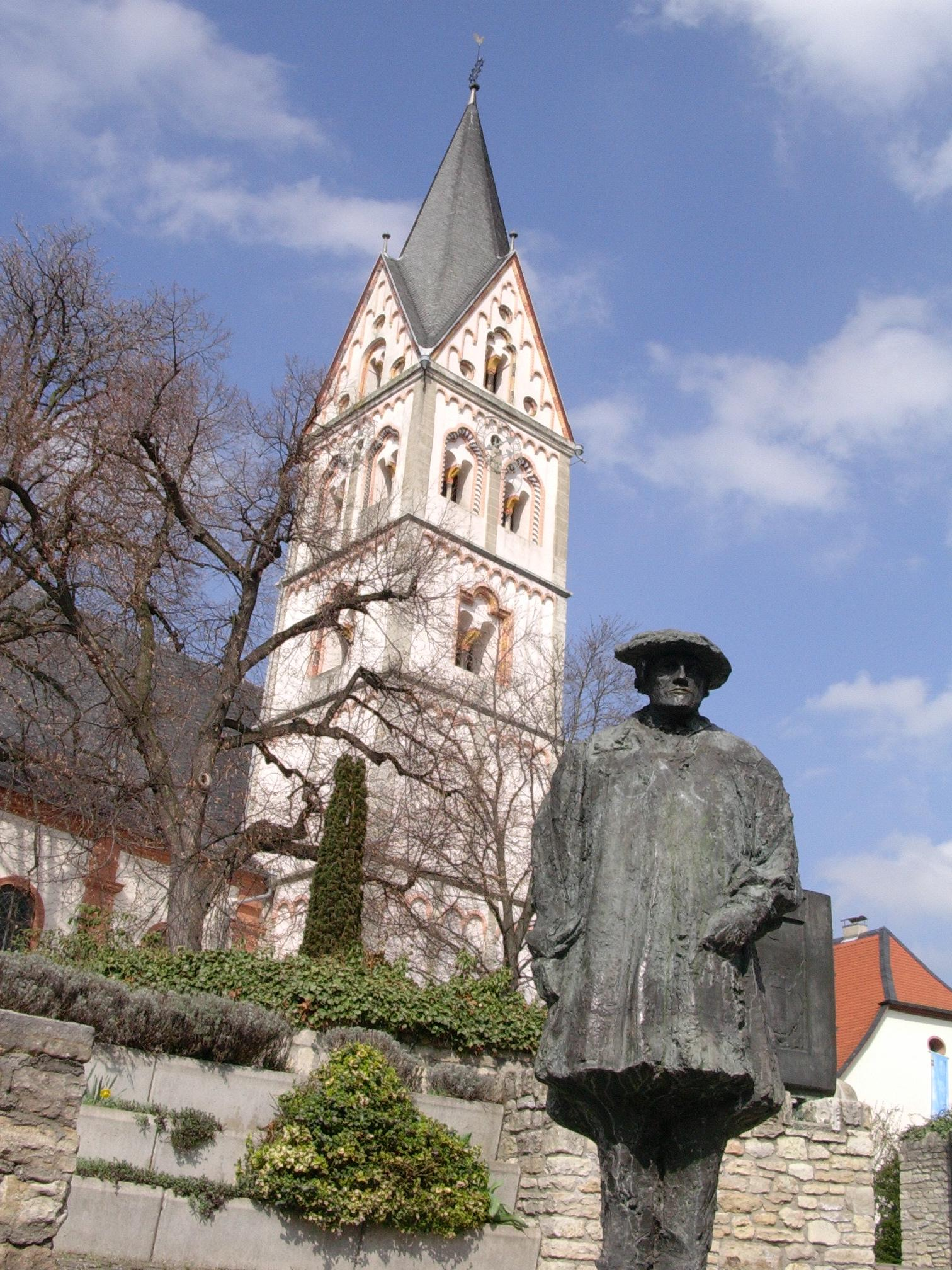
Monument en l'honneur de Sebastian Münster dans son village natal d'Ingelheim; en fonds église Saint-Rémi
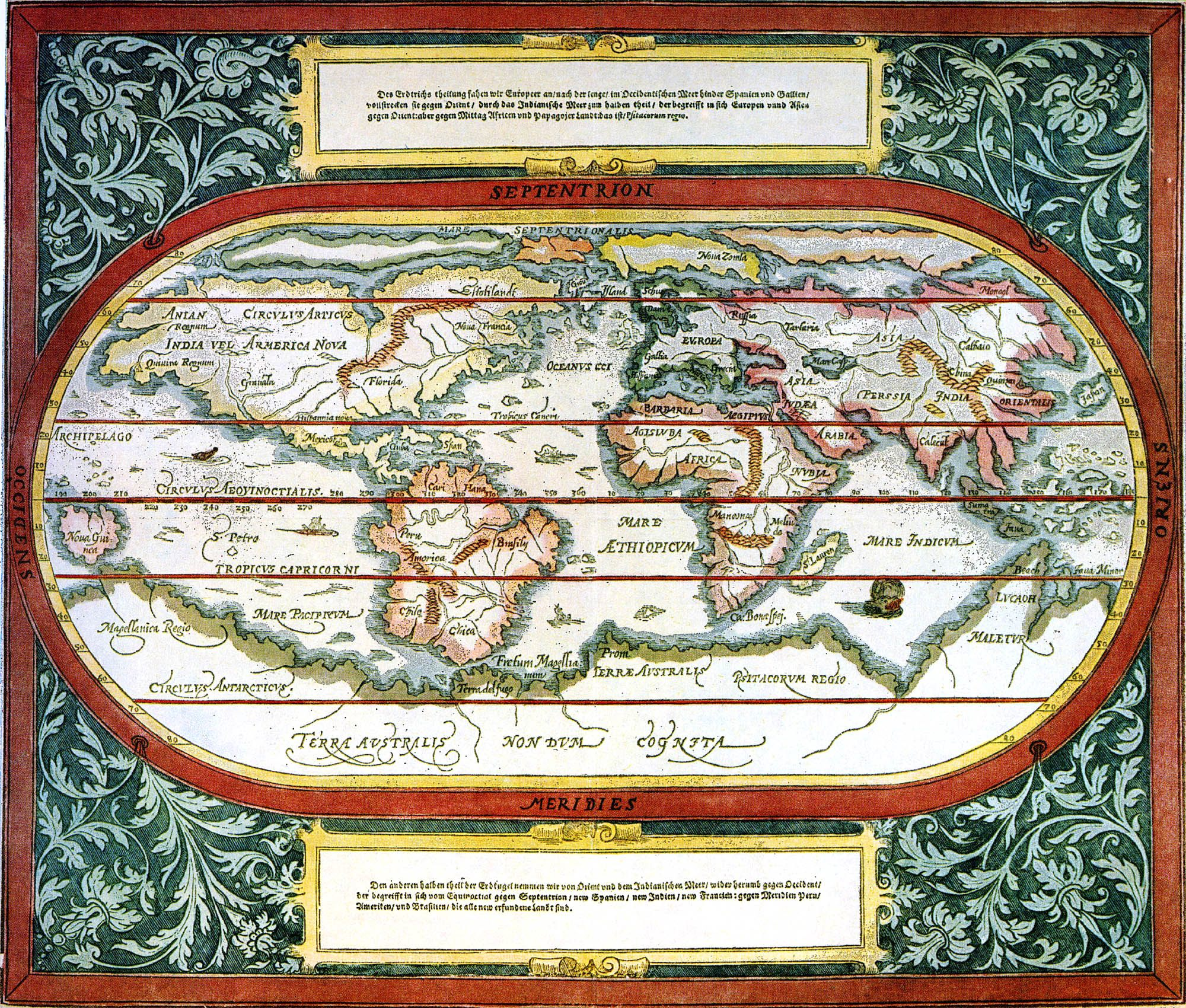
Mappemonde de Sebastian Münster (1544).
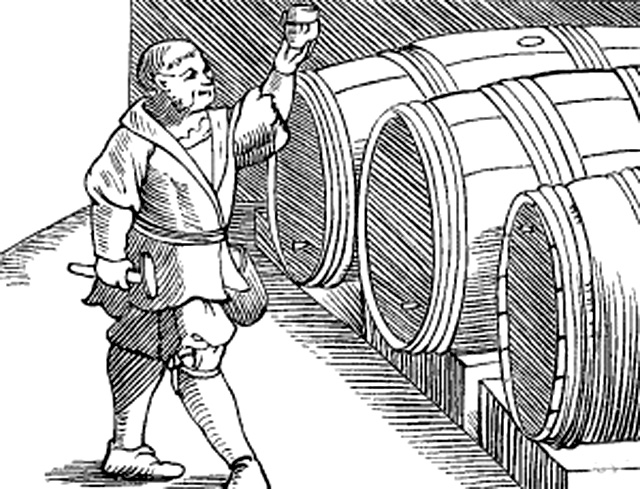
Illustration de la Cosmografia Universale de Sebastian Munster, éditée à Bâle en 1549
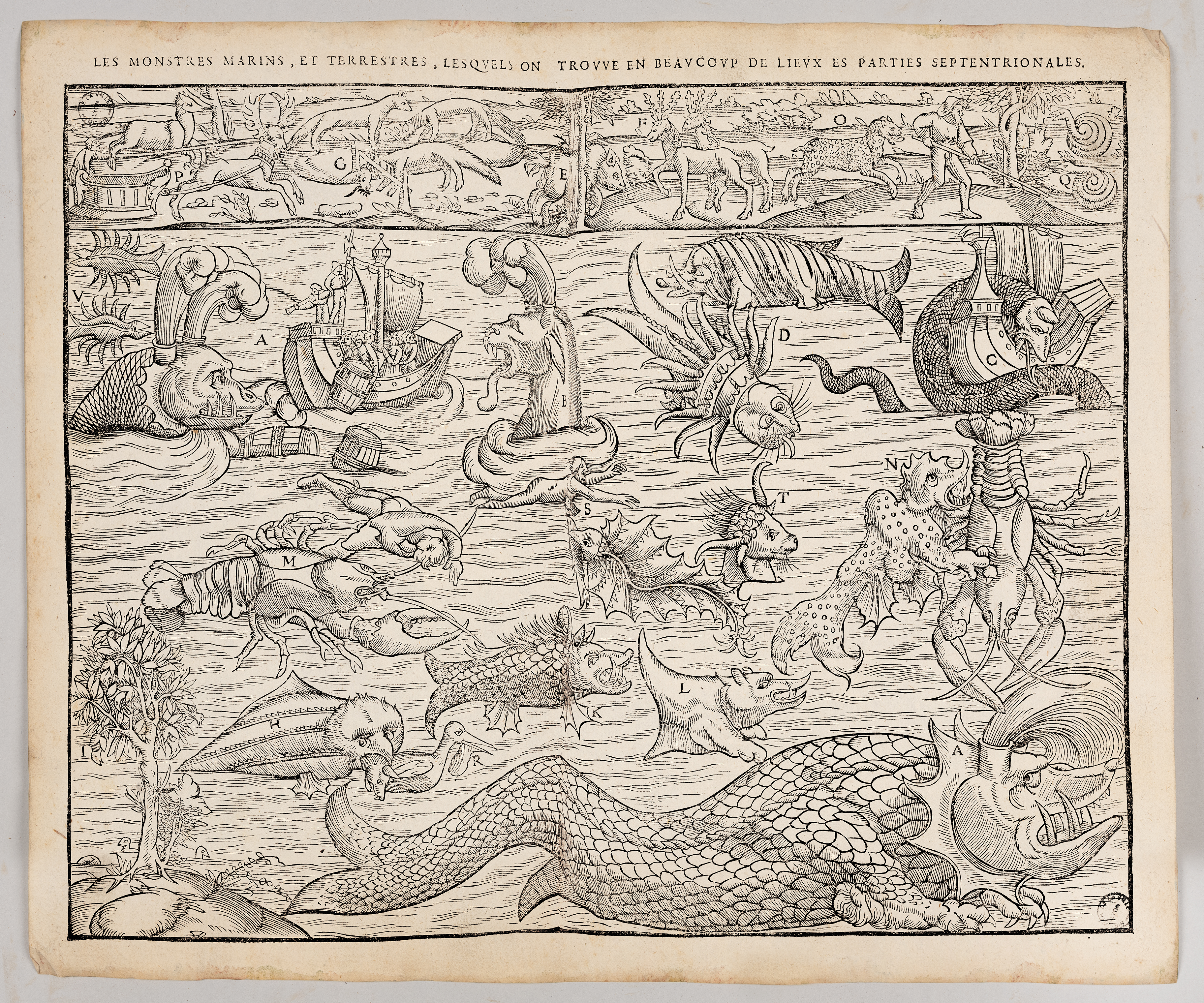
Les monstres marins et terrestres, lesquels on trouve en beaucoup de lieux es parties septentrionales, Dans SEBASTIAN MÜNSTER (1489-1552), FRANÇOIS BELLEFOREST (1530-1583), La cosmographie universelle de tout le monde, Paris : Michel Sonniusk, 1575, tome 1, volume 2, planche entre les colonnes 1722 et 1723.
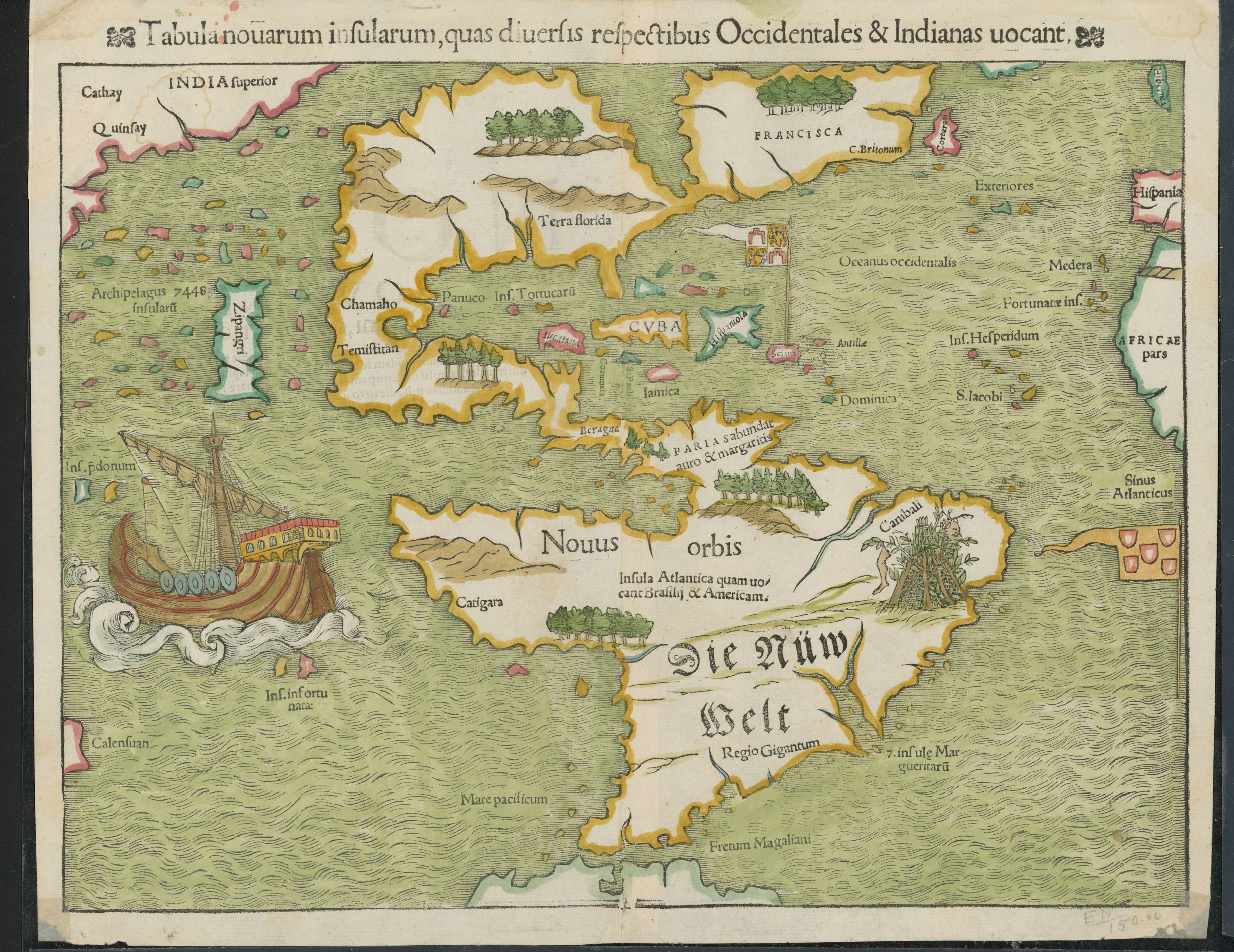
Münster, Tabula Novarum Insularum, 1540
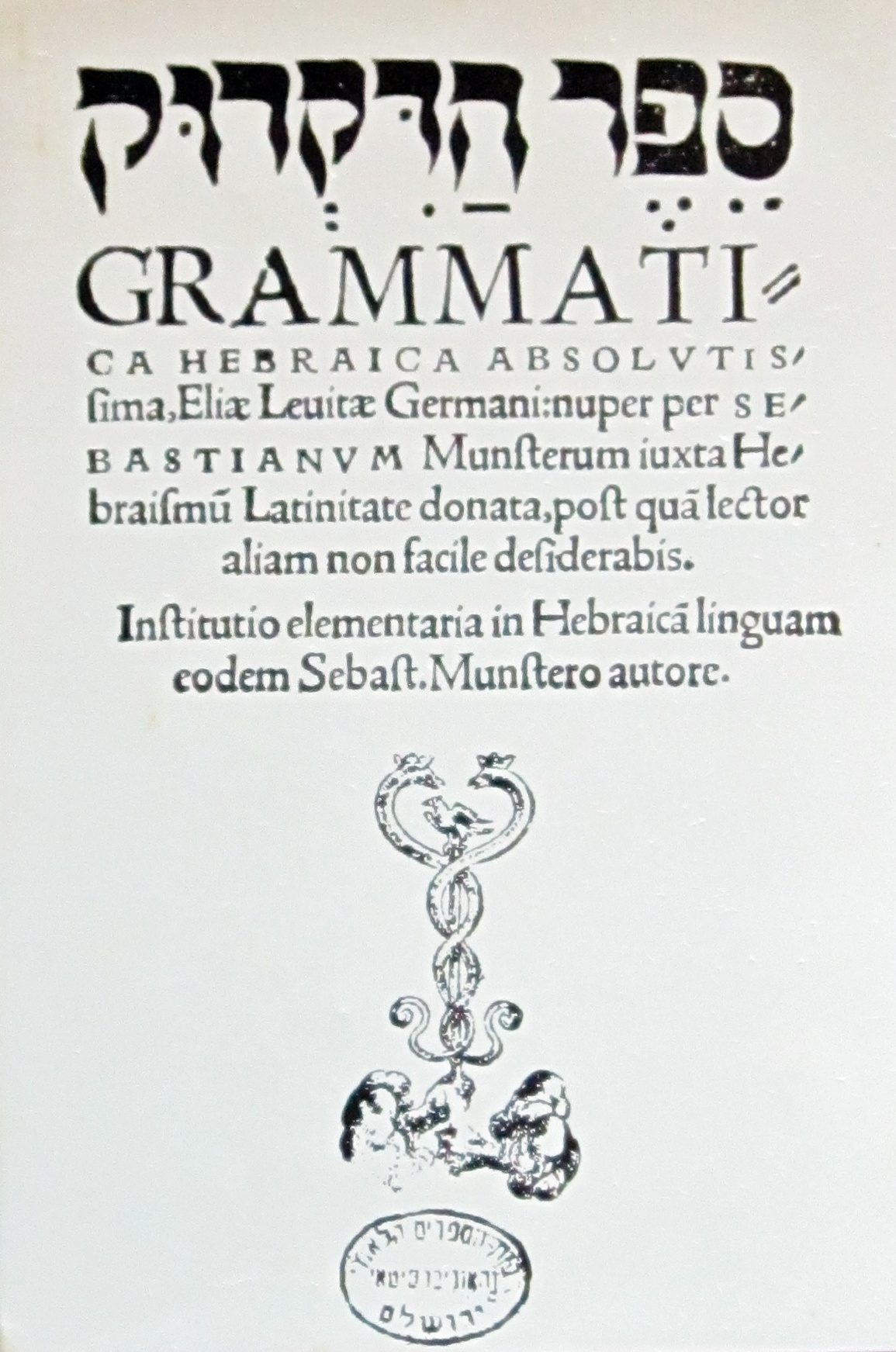
Edition hébreu-latin du livre de grammaire Sefer ha-Dikdukpar Elijah Bahur Levita par Münster, Bâle (Suisse), 1525
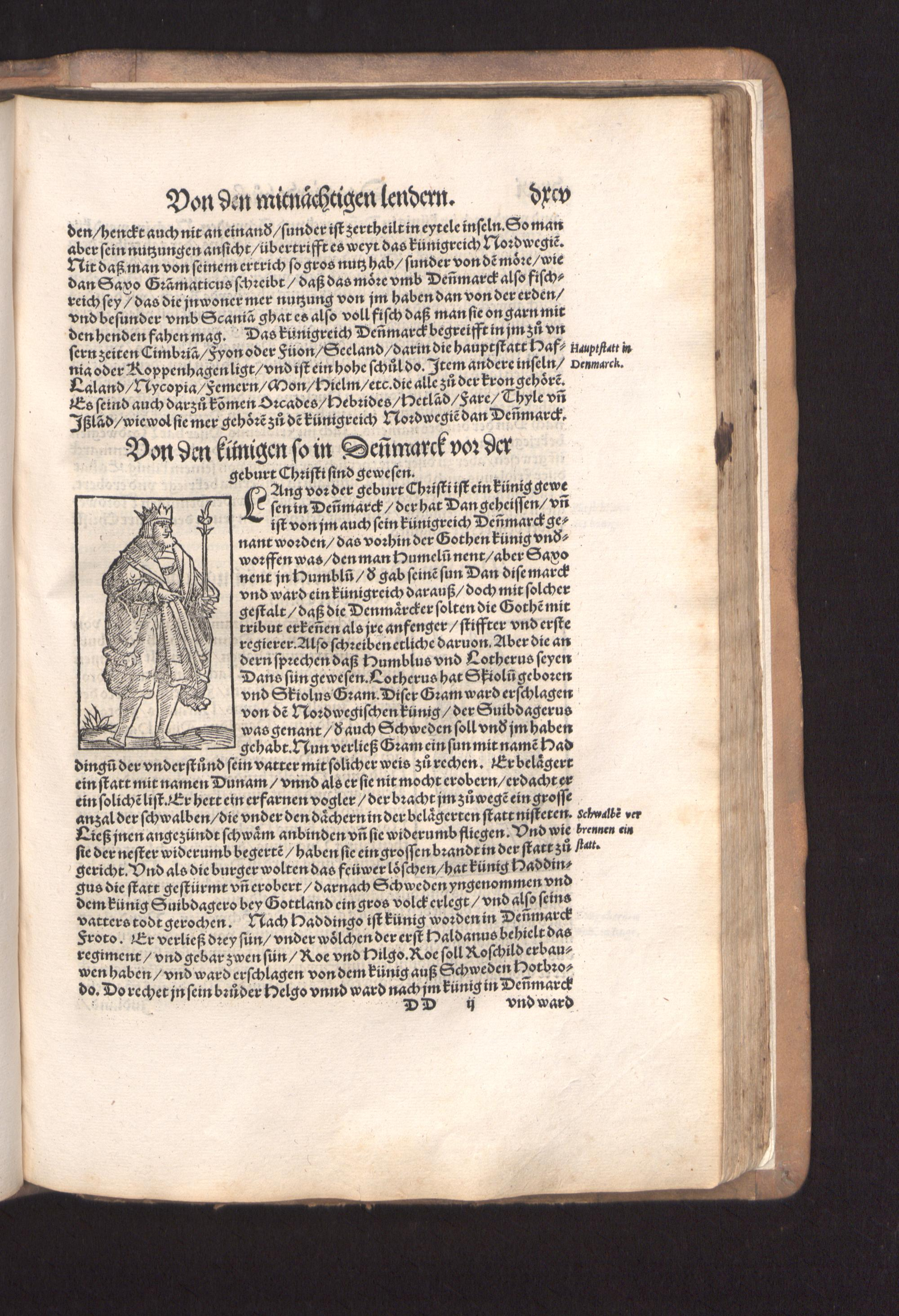
Cosmographia Universalis

## Postérité
Münster figurait sur les anciens billets allemands de 100 Deutsche Mark. La coupure fut remplacée au début des années 1990.